# Marie-Nicole Vestier
Pour les articles homonymes, voir Vestier et Dumont.
Marie-Nicole Vestier, épouse Dumont, née à Paris le 8 septembre 1767 et morte à Limoges-Fourches le 30 novembre 1846 est une peintre française.

## Biographie
Née à Paris en 1767, Marie-Nicole Vestier est la fille du peintre portraitiste Antoine Vestier (1740-1824) et de Marie-Anne Révérend, fille du maître émailleur Antoine Révérend. Son père réalise de nombreux portraits de sa famille : de sa femme Mme Vestier, de son fils aîné Nicolas Vestier (1765-1816), de sa fille et de ses petits-enfants. Elle a eu un deuxième frère mort jeune : René-Jean Vestier (1768-1778).

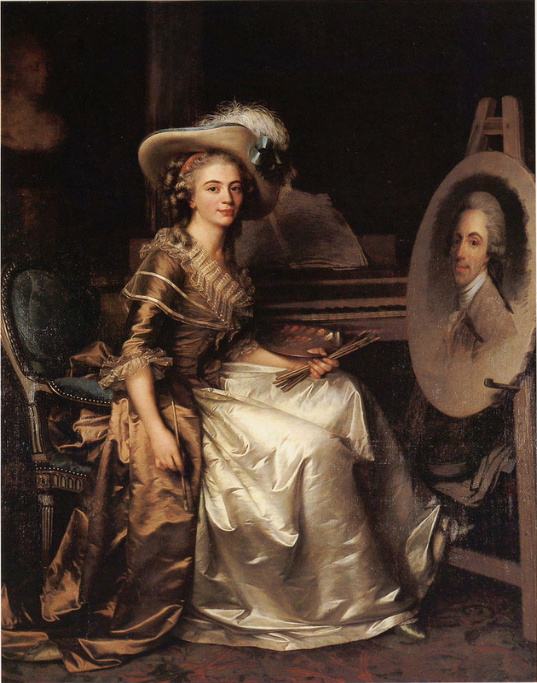
Antoine Vestier, Portrait de Marie-Nicole Vestier (1785), Buenos Aires, collection particulière.

Plusieurs portraits d'elle, réalisés par son père, sont connus. Celui de 1783, La Fille de l'artiste, est actuellement conservé à Édimbourg à la Galerie nationale d'Écosse. En 1785, un portrait d'elle dans lequel elle est représentée en train de peindre le portrait de son père, fut exposé au Salon de Paris. Ce tableau eut une grande influence sur la carrière de son père, lui valut d'être agréé à l'Académie royale de peinture et de sculpture et est considéré comme l'une de ses meilleures œuvres,.
Connue comme portraitiste, Marie-Nicole Vestier épouse le peintre miniaturiste François Dumont le 25 août 1789,. Ils auront deux fils et une fille : Aristide Laurent Dumont (1790-1853), sculpteur, mort au palais des Beaux-Arts de Paris, sans enfant ; Antoine Bias Dumont (1792-vers 1870), directeur d'une maison de détention puis inspecteur d'une compagnie d'assurances, marié, il a eu un fils qui meurt avant lui ; et Élisabeth Dumont, qui épousa un M. Bouchaud,.
Son mari, peintre à la cour royale, obtient un appartement au palais du Louvre de la part de Louis XVI. Travaillant dans l'entourage de la reine Marie-Antoinette, Marie-Nicole Dumont y fera la connaissance de nombreuses femmes artistes de l'époque, comme Anne Vallayer-Coster, chef du cabinet de peinture de la reine, la peintre Marguerite Gérard et la miniaturiste Marie-Anne Fragonard.
Elle a été empêchée de présenter son propre travail au Salon pendant plusieurs années, mais elle expose son autoportrait L'Auteur à ses occupations en 1793. Pendant de nombreuses années, il a été supposé que Vestier était l'artiste qui a reçu beaucoup d'éloges des critiques pour son travail qui avait été montré en 1785 à la place Dauphine ; des recherches plus récentes ont montré que c'était en fait Angélique-Louise Verrier.
Peu de tableaux sont connus de l'artiste et elle semble avoir cessé de peindre après la naissance de ses enfants, mais elle a probablement travaillé dans l'atelier de son mari, aux côtés de celui-ci,.
Elle meurt le 30 novembre 1846 dans sa maison de campagne de Limoges-Fourches, une propriété que son mari avait acquise en janvier 1789.
Son autoportrait présentée au Salon de 1793 a été acquis par le musée de la Révolution française de Vizille en 2017.

Œuvres de Marie-Nicole Vestier
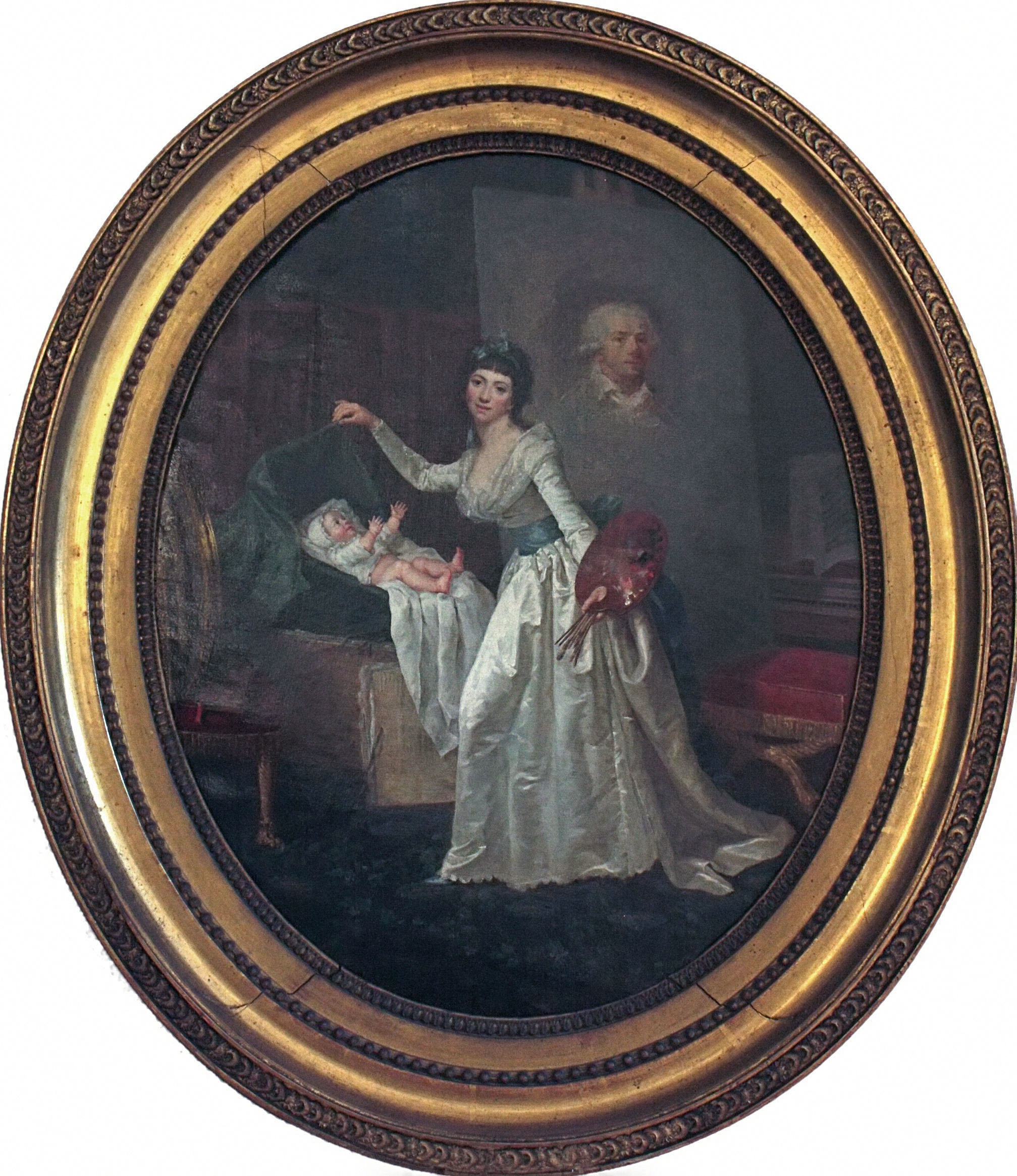
L'Auteur à ses occupations (1793), Vizille, musée de la Révolution française.
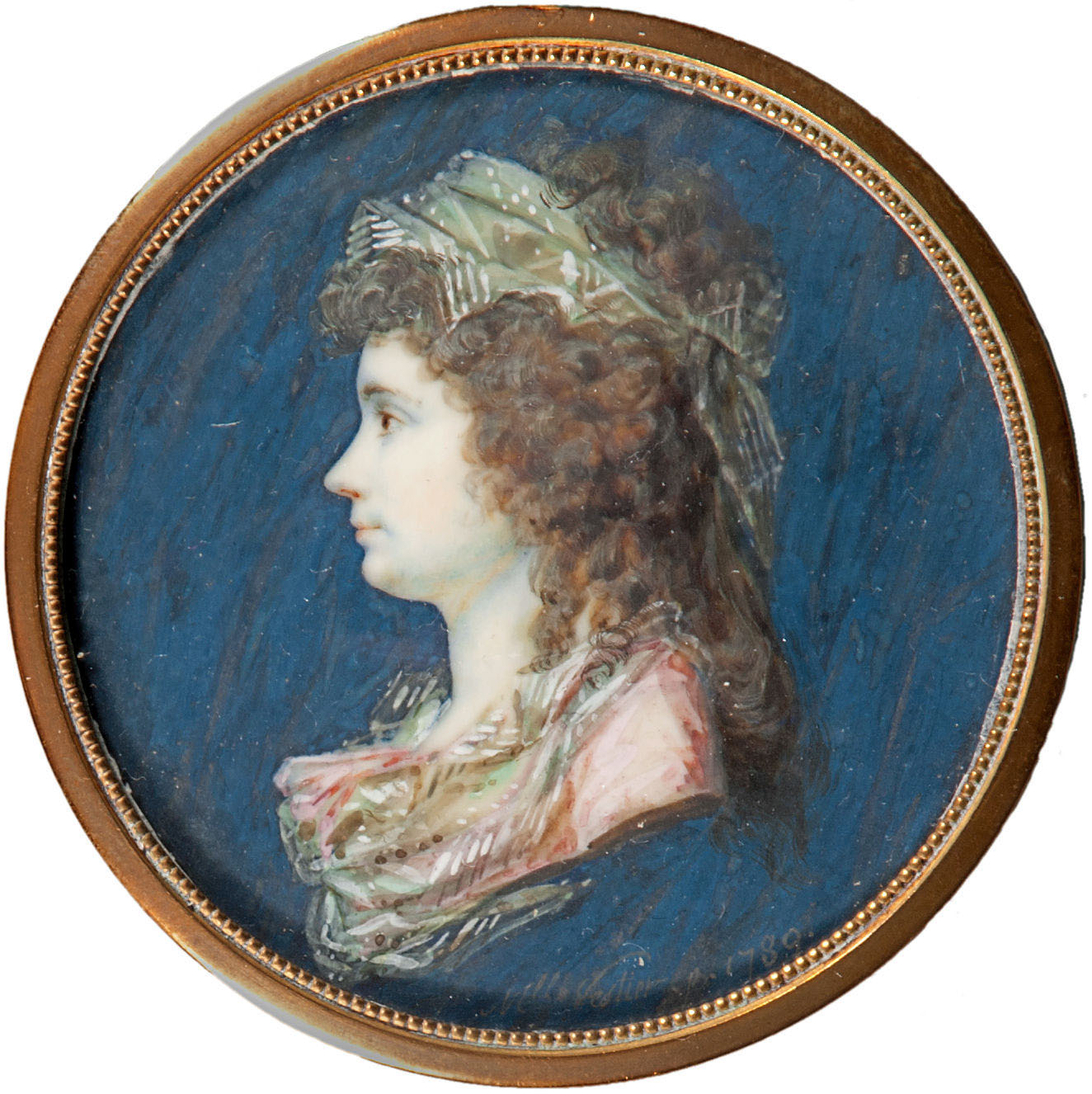
Portrait de jeune femme de profil, Stockholm, Nationalmuseum.